# Tmaň
Tmaň (německy Tmain) je obec v okrese Beroun v Středočeském kraji, asi osm kilometrů jihozápadně od Berouna. Včetně částí Lounín a Slavíky v obci žije přibližně 1 300 obyvatel.

## Historie
První písemná zmínka o vesnici pochází z roku 1170.

### Územněsprávní začlenění
Dějiny územněsprávního začleňování zahrnují období od roku 1850 do současnosti. V chronologickém přehledu je uvedena územně administrativní příslušnost obce v roce, kdy ke změně došlo:
- 1850 země česká, kraj Praha, politický okres Smíchov, soudní okres Beroun[4]
- 1855 země česká, kraj Praha, soudní okres Beroun
- 1868 země česká, politický okres Hořovice, soudní okres Beroun
- 1936 země česká, politický i soudní okres Beroun[5]
- 1939 země česká, Oberlandrat Kolín, politický i soudní okres Beroun[6]
- 1942 země česká, Oberlandrat Praha, politický i soudní okres Beroun[7]
- 1945 země česká, správní i soudní okres Beroun[8]
- 1949 Pražský kraj, okres Beroun[9]
- 1960 Středočeský kraj, okres Beroun
- 2003 Středočeský kraj, okres Beroun, obec s rozšířenou působností Beroun

### Rok 1932
V obci Tmaň (přísl. Slavíky, 608 obyvatel, poštovna, katol. kostel, českosl. kostel) byly v roce 1932 evidovány tyto živnosti a obchody: 3 hostince, kapelník, kolář, konsum Včela, krejčí, lihovar, mlýn, obuvník, obchod s lahvovým pivem, 2 rolníci, řezník, 3 obchody se smíšeným zbožím, Spořitelní a záložní spolek pro Tmaň, 2 trafiky, velkostatek Hnilica.
Obec má přes 1 200 obyvatel. V obci byla dokončena stavba hasičské zbrojnice v roce 2004. Místní škola byla postavena v roce 1884, také zde stojí památník obětem dvou sv. válek.

## Přírodní poměry
Do východní části katastrálního území zasahuje národní přírodní památka Kotýz a v západní části území leží část přírodní památky Lounín.

## Části obce
Obec Tmaň se skládá ze tří částí na dvou katastrálních územích:
- Tmaň (i název k. ú.)
- Lounín (i název k. ú.)
- Slavíky (leží v k. ú. Tmaň)

V katastru se také nachází vápenka a kamenolom Čertovy schody.

## Doprava
Dopravní síť
- Pozemní komunikace – Do obce vedou silnice III. třídy.
- Železnice – Železniční trať ani stanice na území obce nejsou.

Veřejná doprava 2011
- Autobusová doprava – V obci měly zastávky autobusové linky Beroun-Suchomasty-Bykoš (v pracovní dny 3 spoje, o víkendu 5 spojů), Beroun-Suchomasty-Libomyšl (v pracovních dnech 4 spoje) a Beroun-Hostomice (v pracovních dnech 4 spoje) (dopravce PROBO BUS).

Veřejná doprava 2021
- Autobusová doprava - od prosince 2020 začleněna do PID, linka 631 (Nižbor - Beroun - Suchomasty - Všeradice), 12 párů spojů ve všední den, 4 o víkendech. Linku provozuje ARRIVA STŘEDNÍ ČECHY s.r.o.

## Spolky a kluby
- Sbor dobrovolných hasičů (V roce 2004 – 100. výročí založení)
- Tělovýchovná jednota TJ VČS Tmaň
- Myslivecké sdružení Hora Tmaň
- Český svaz zahrádkářů
- Klub důchodců
- Občanské sdružení Vrtule – práce s dětmi
- Vizze2022

## Pamětihodnosti
- V jižní části vesnice stojí tmaňský zámek, který vznikl přestavbou starší tvrze v 18. století.[11] Po rozsáhlé rekonstrukci zde od roku 2024 společnost Senlife provozuje moderní domov pro seniory[12].
- Kostel svatého Jiří – postaven v 18. století na místním hřbitově
- Jeskyně Tří volů, archeologické naleziště
- V prostoru národní přírodní památky Kotýz se nachází pozůstatky stejnojmenného hradiště osídleného v pravěku a raném středověku.[13] Na jižním okraji hradiště se nachází Jelínkův most.
- Sbor Jiřího z Poděbrad Církve československé husitské – postaven v roce 1926

### Pivovar a sladovna
Roku 1862 zakoupila rodina Nolčova pivovar a statek. Byla provedena přestavba a vybudována sladovna. Kromě pivovaru byla zde i vinopalna. Roku 1883 byla výroba ukončena. Nyní je budova opravena a část slouží pro zemědělskou výrobu.

## Fotogalerie

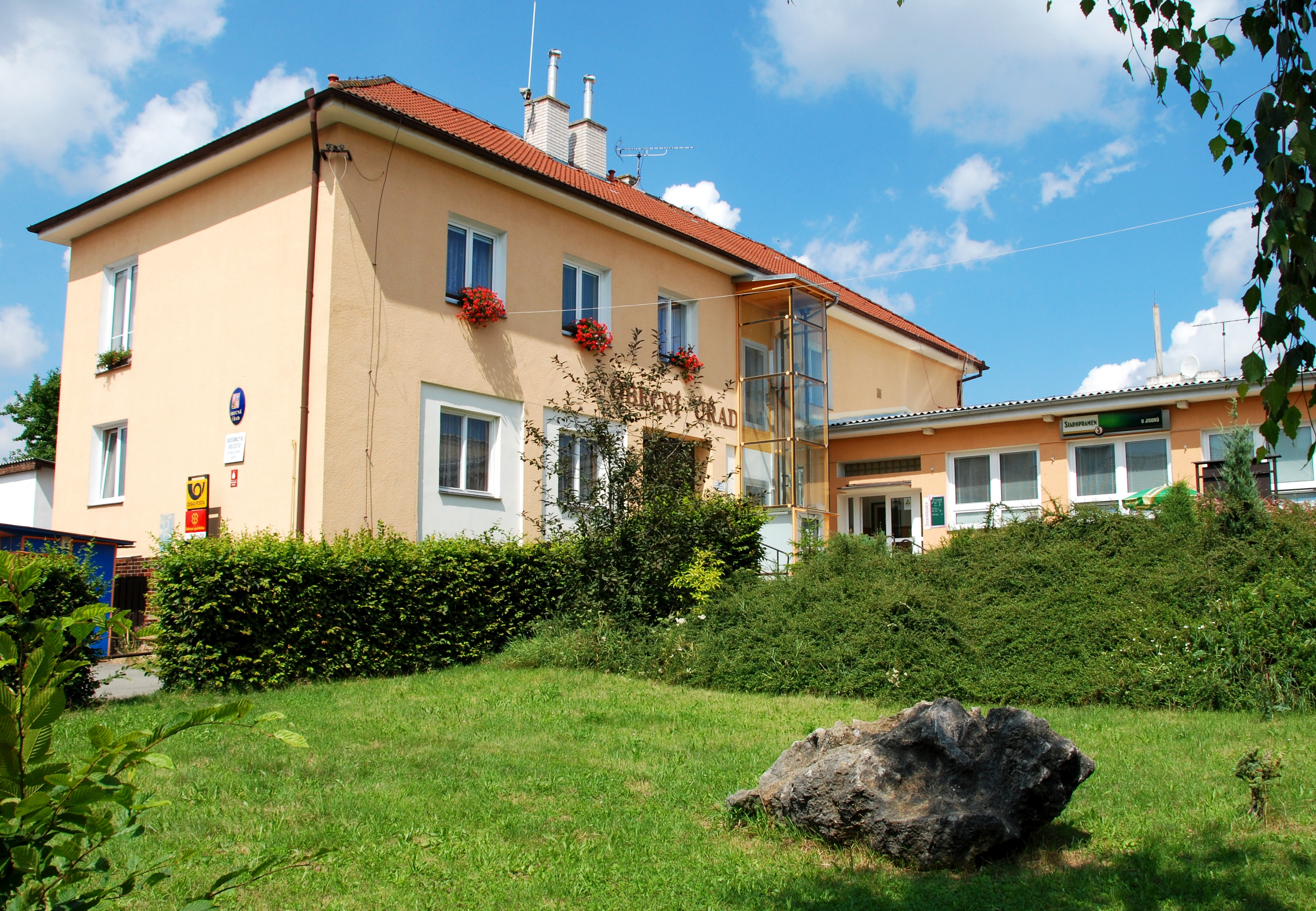
Obecní úřad
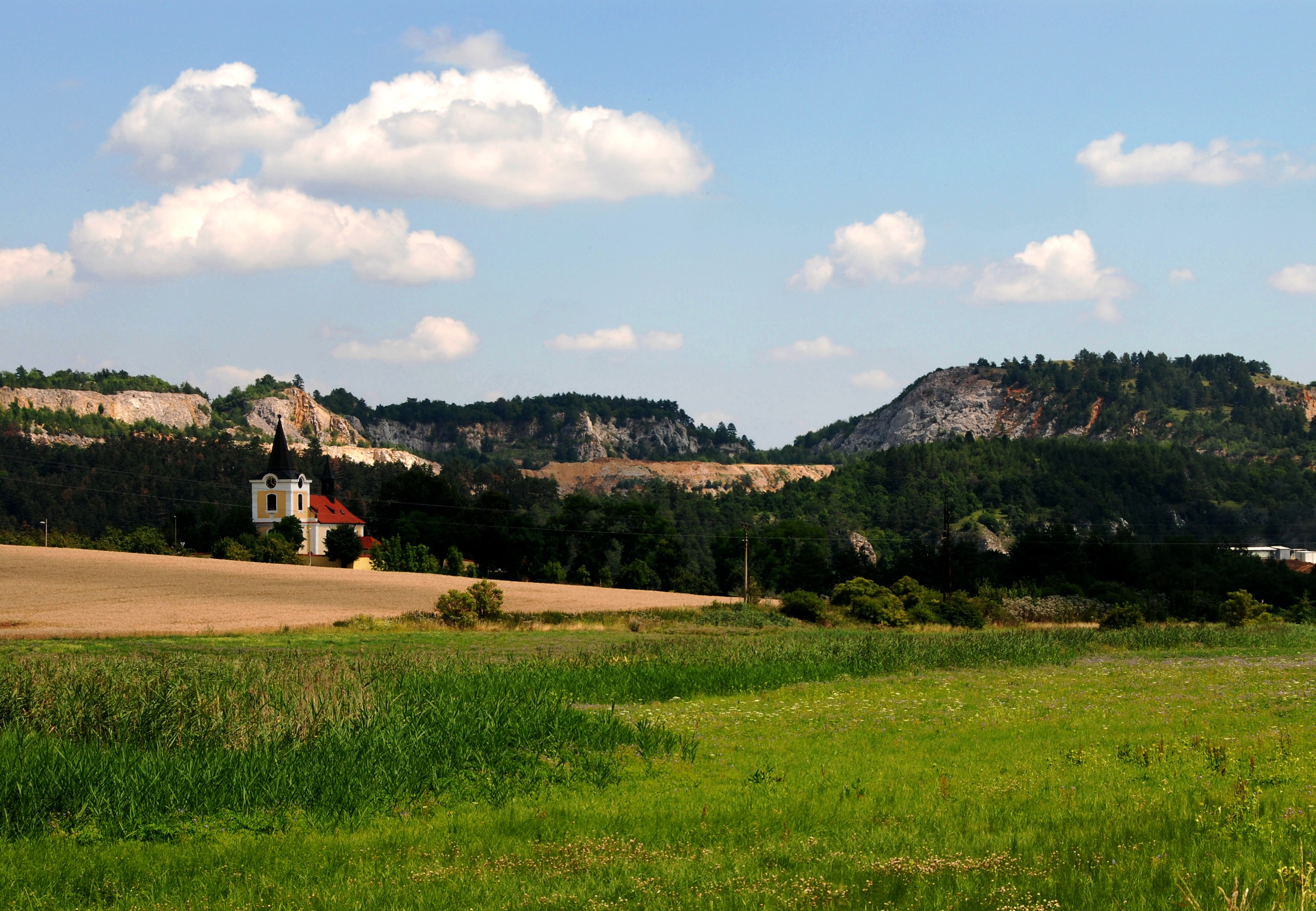
Krajina kolem Tmaně s kostelem svatého Jiří
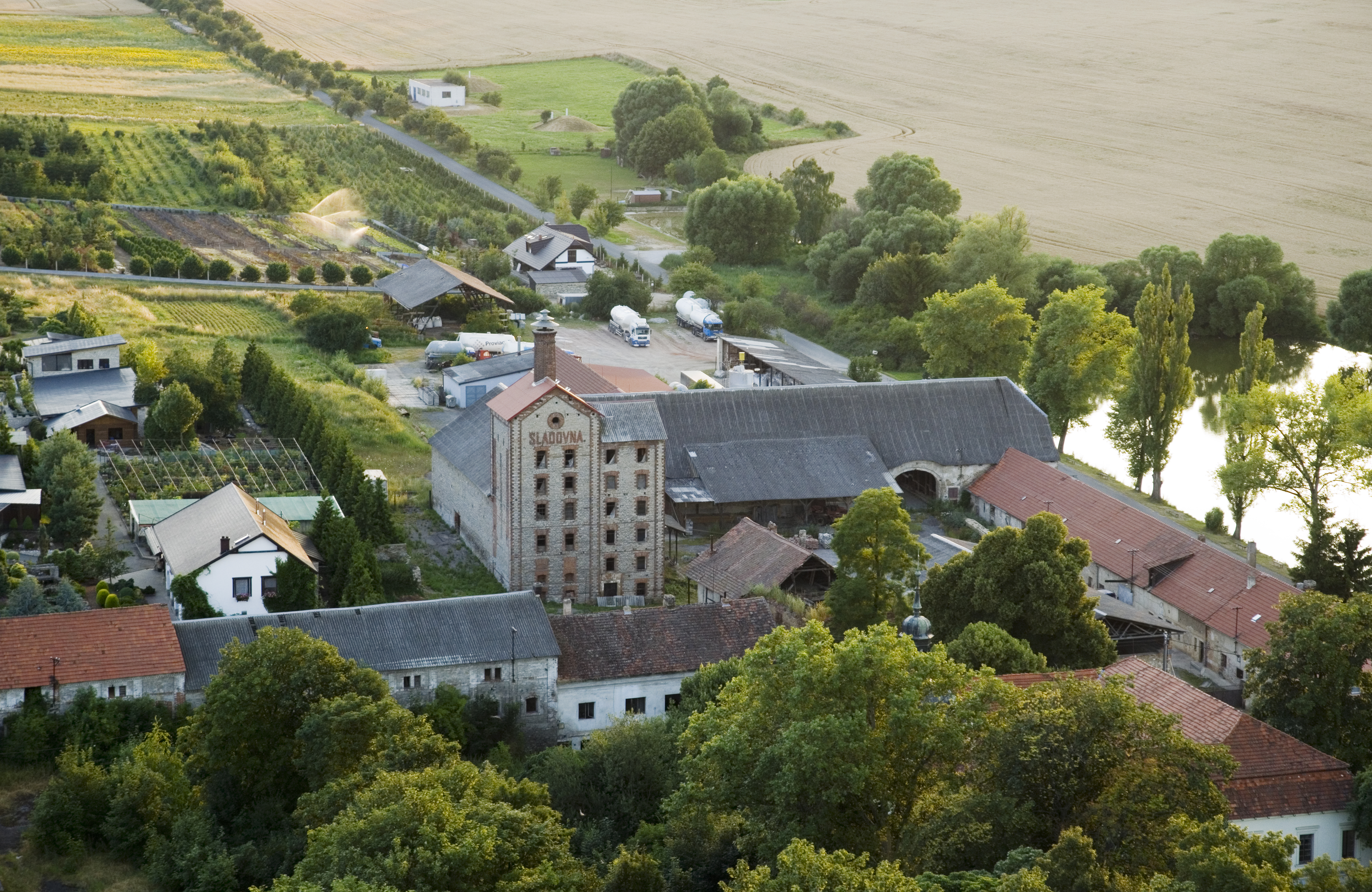
Sladovna ve Tmani
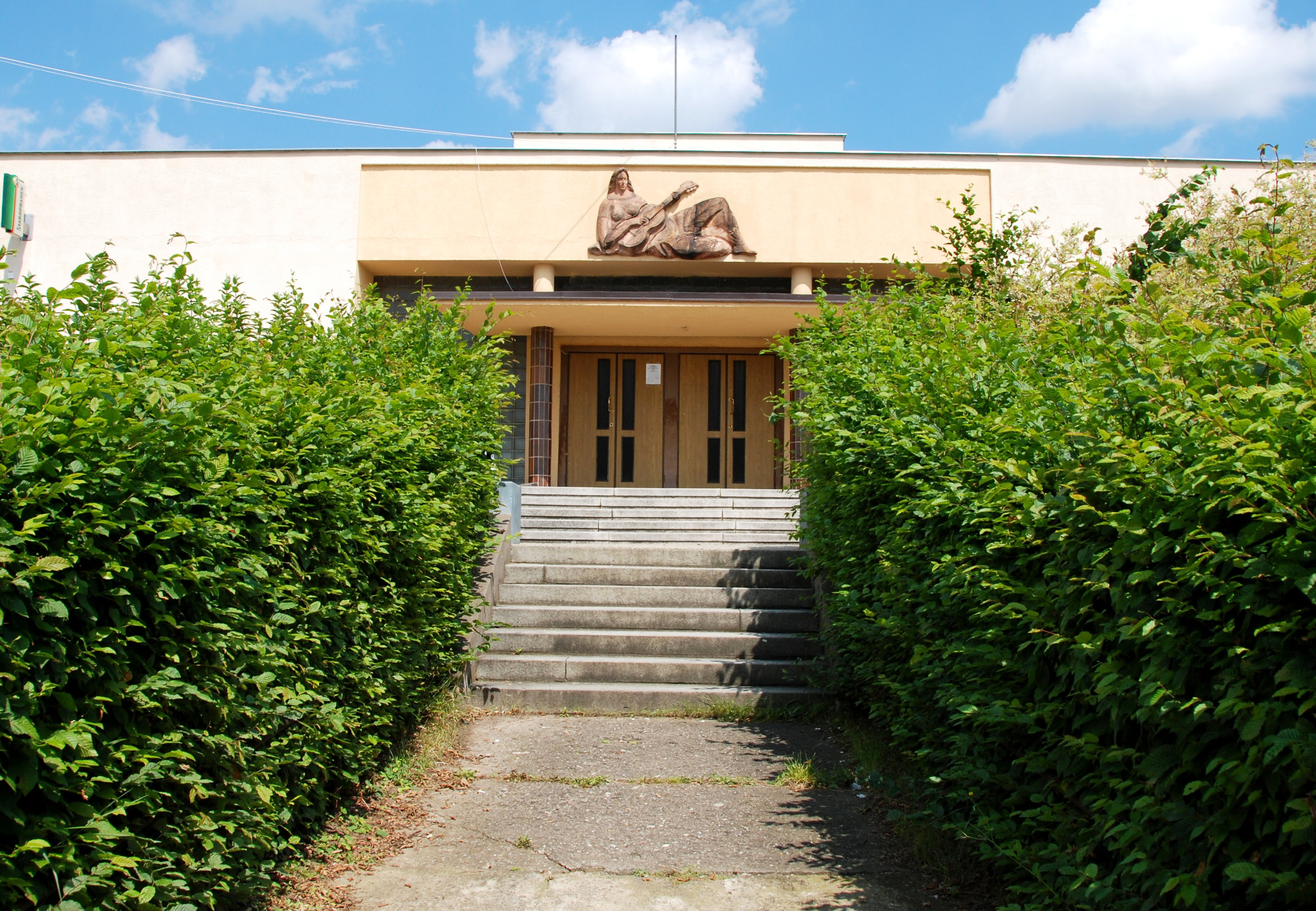
Kulturní dům
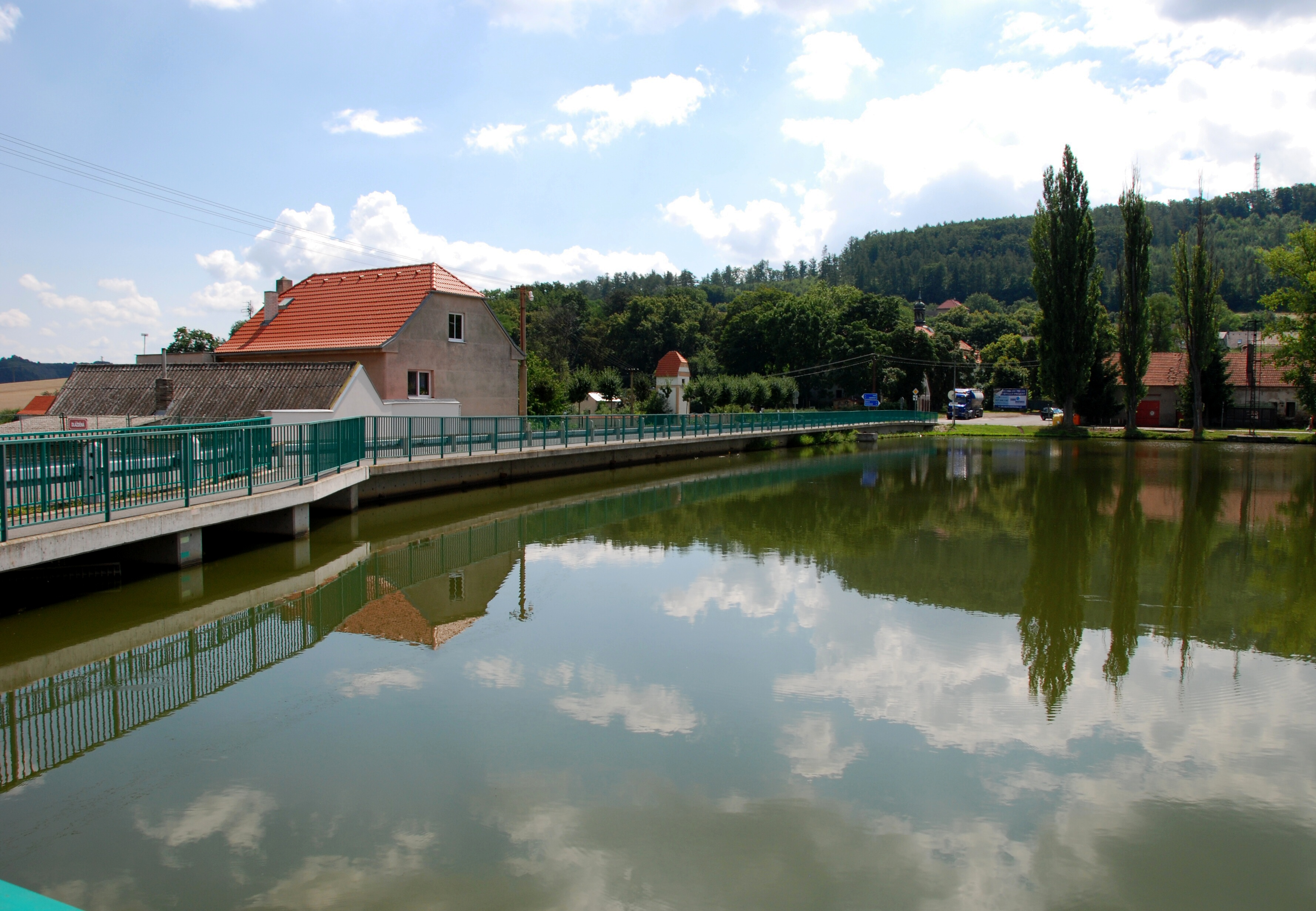
Obecní rybník
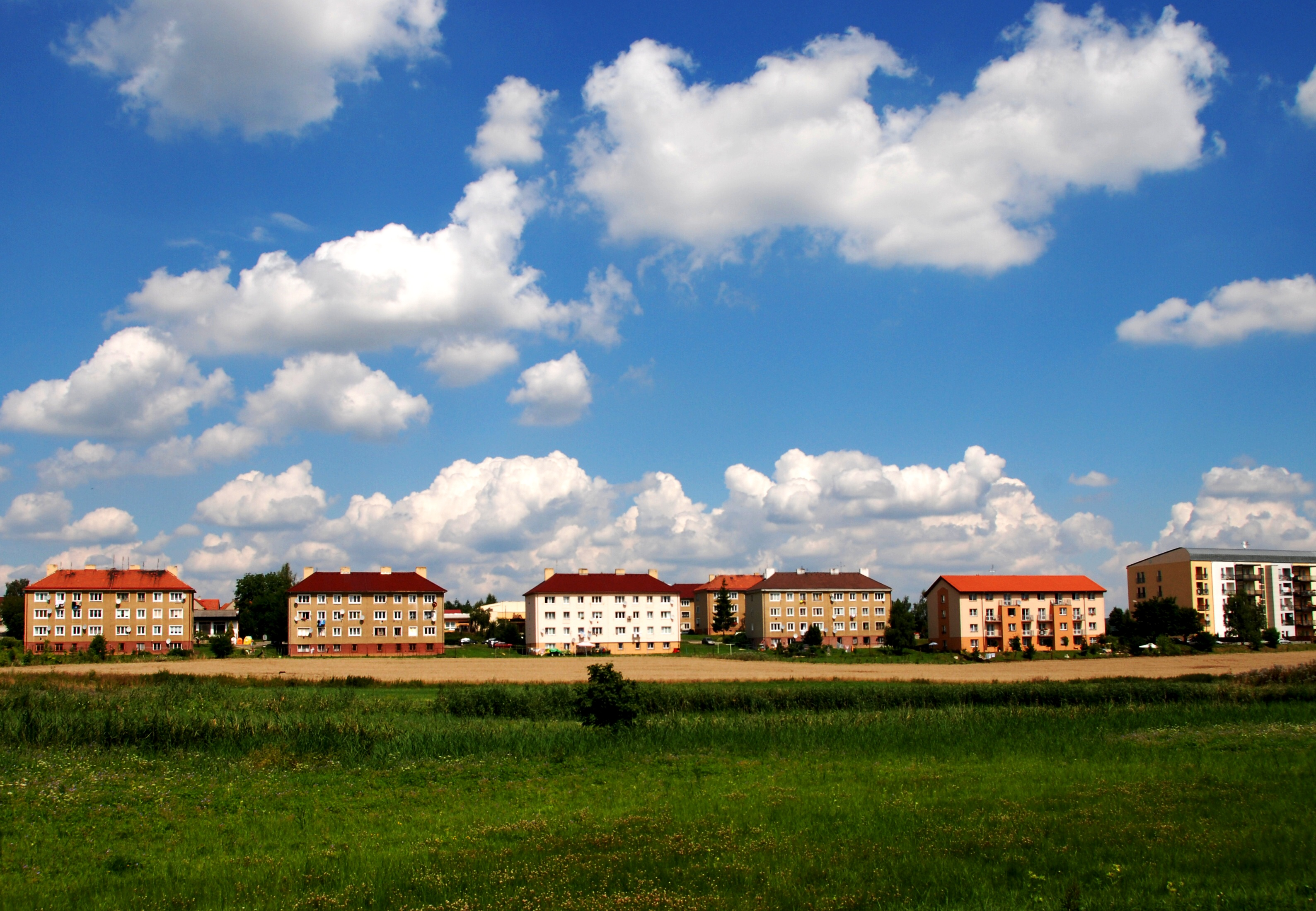
Tmaň, sídliště na severovýchodě obce
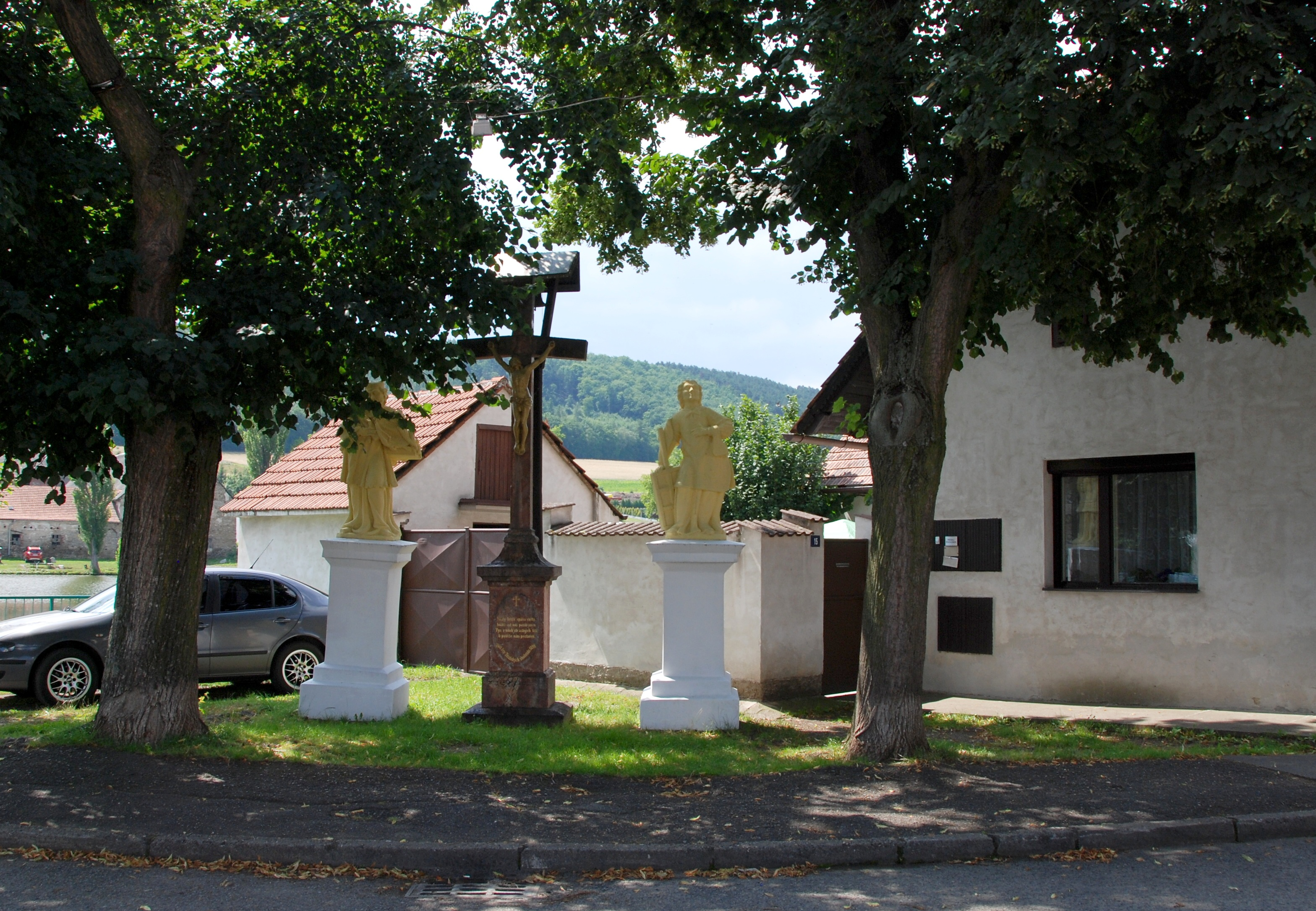
Obecní křížek
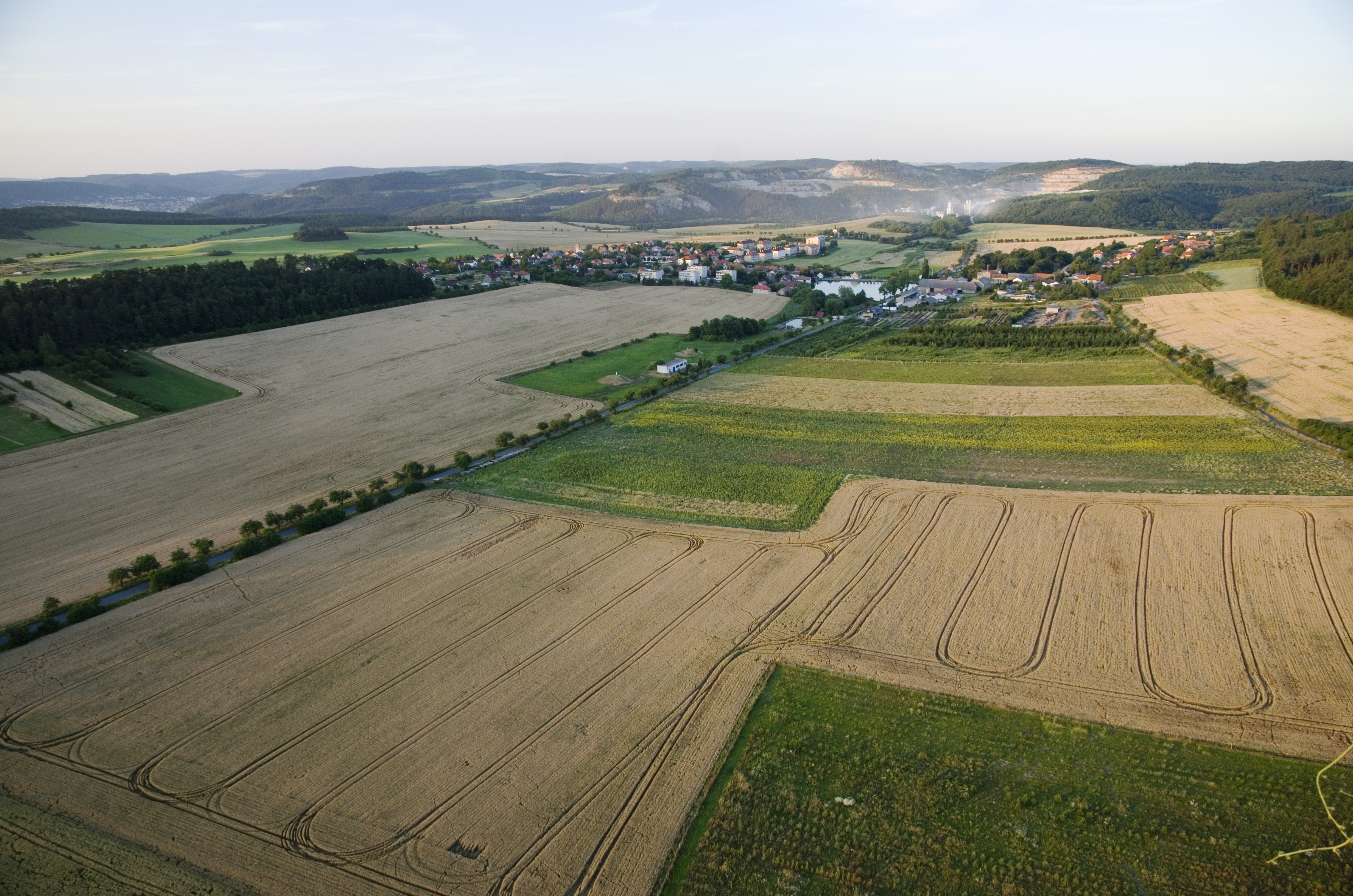
Letecký pohled na Tmaň a okolní krajinu